# 1st Cavalry Division (USA)
1st Cavalry Division, första kavalleridivisionen,  är en division (kombinerade vapen) i USA:s armé som vidmakthåller traditioner från kavalleriet.
Högkvarteret finns på Fort Hood i Texas och ingår i III Corps (tredje armékåren).
1st Cavalry har sedan bildandet deltagit i de flesta väpnade konflikter som USA har utkämpat under det århundrade divisionen har funnits. Fram till 1943 bestod det som namnet antyder av beridet kavalleri till häst, men har efter den tidpunkten varit både en infanteridivision och division med luftlandsättning med helikopter, varav det sistnämnda under Vietnamkriget (engelska: Air Assault).

## Bakgrund
Divisionen bildades den 13 september 1921 på Fort Bliss i Texas västra utkant. Ett av kavalleridivisionens huvuduppdrag under de första 20 åren var att till häst patrullera gränsen till Mexiko.
Teknikutvecklingen under andra världskriget gjorde rytteriet obsolet och 1943 avskaffades de sista beridna förbanden (en mindre ceremonitropp bildades dock 1972 och kvarstår). Under kriget kom divisionen i praktiken att fungera som en mekaniserad infanteridivision. Under 1943 skickades divisionen till Queensland i Australien i väntan på återtagandet av Filippinerna som var ockuperat av Japanska imperiet. 1st Cavalry Division deltog under 1944 i återerövringen av Papua Nya Guinea och Filippinerna. I februari 1945 var divisionen de första amerikanska trupperna att tåga in i Manila. Efter Japans kapitulation i september 1945 var divisionen även det första amerikanska markförbandet under ockupationsstyret att gå in i Tokyo.
I juni 1950 utbröt Koreakriget då Nordkorea invaderade Sydkorea och 1st Cavalry Division sändes då dit och divisionen deltog inledningsvis i 549 dagar av kontinuerlig strid på den koreanska halvön. Under Koreakriget erhöll 11 soldater från divisionen Medal of Honor för tapperhet i strid. Efter vapenstilleståndet 1953 återgick divisionen till Japan fram till 1957 då den återkom till Sydkorea för att delta i dess försvar vid den demilitariserade zonen.
Divisionen återkom till kontinentala USA 1965 för att förläggas på Fort Benning i Georgia. Divisionen omorganiserades i samband med det som en luftburen division där trupper skulle landsättas med helikoptrar av typ Bell UH-1 Iroquois "Huey". Det dröjde inte länge innan divisionen skickades till det eskalerande Vietnamkriget där den nyutvecklade taktiken utsattes för omedelbart elddop. 1st Cavalry Division var den första amerikanska divisionen som sändes till Sydvietnam i sin helhet och var även den sista i sin helt helhet att lämna landet.
Under 1971 ombaserades förbandet till Fort Hood och efter återkomsten från Vietnam kom divisionens förband att periodvis rotera mellan USA och Västtyskland.
Under hösten 1990 påbörjades förflyttning till Saudiarabien för att dels förstärka det landets försvar mot Irak efter invasionen av Kuwait. 1st Cavalry Division deltog under 1991 i operation ökenstorm och förflyttade sig 300 kilometer under ett dygn innan det anföll det republikanska gardet på den sydöstra flanken.
Från 1998 och ett år framåt utgjorde divisionen Task Force Eagle i Nato-styrkan SFOR i Bosnien-Herzegovina innan avlösning i den rollen av 10th Mountain Division. Divisionen har även i omgångar deltagit i USA:s krig på senare år i Afghanistan och i Irak.

## Galleri

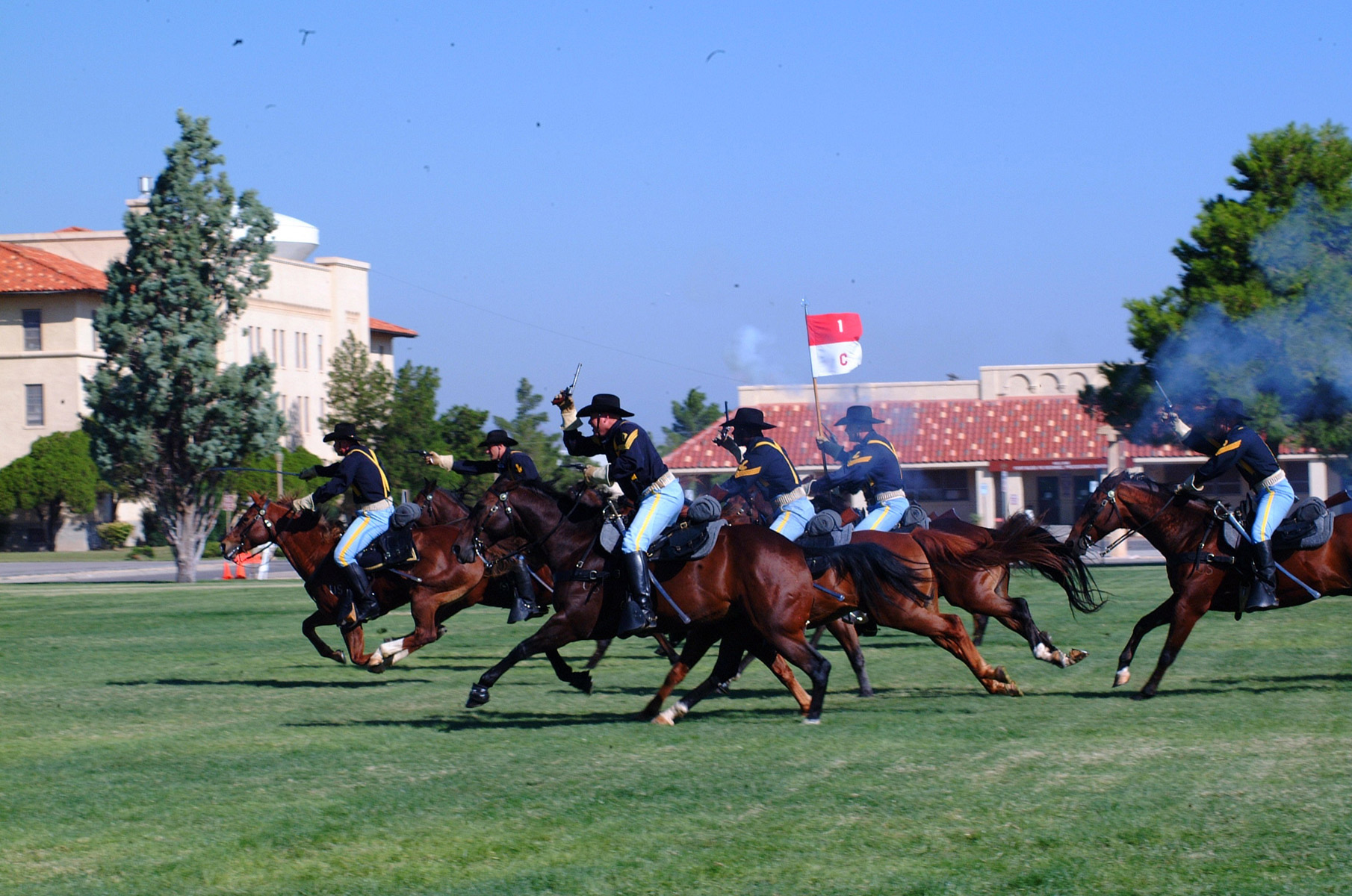
Uppvisning med den ceremoniella kavalleritroppen på Fort Bliss under 2005.
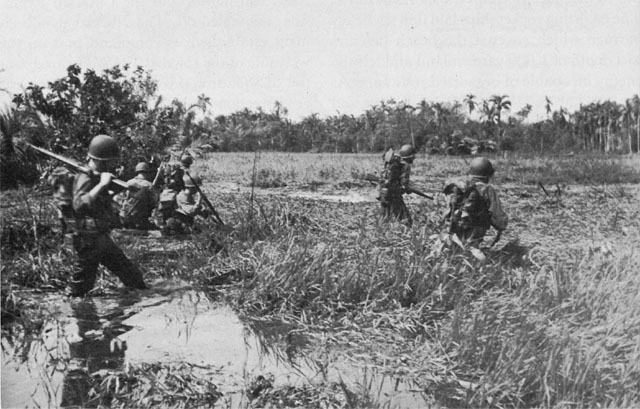
Soldater under slaget om Leyte, senhösten 1944.
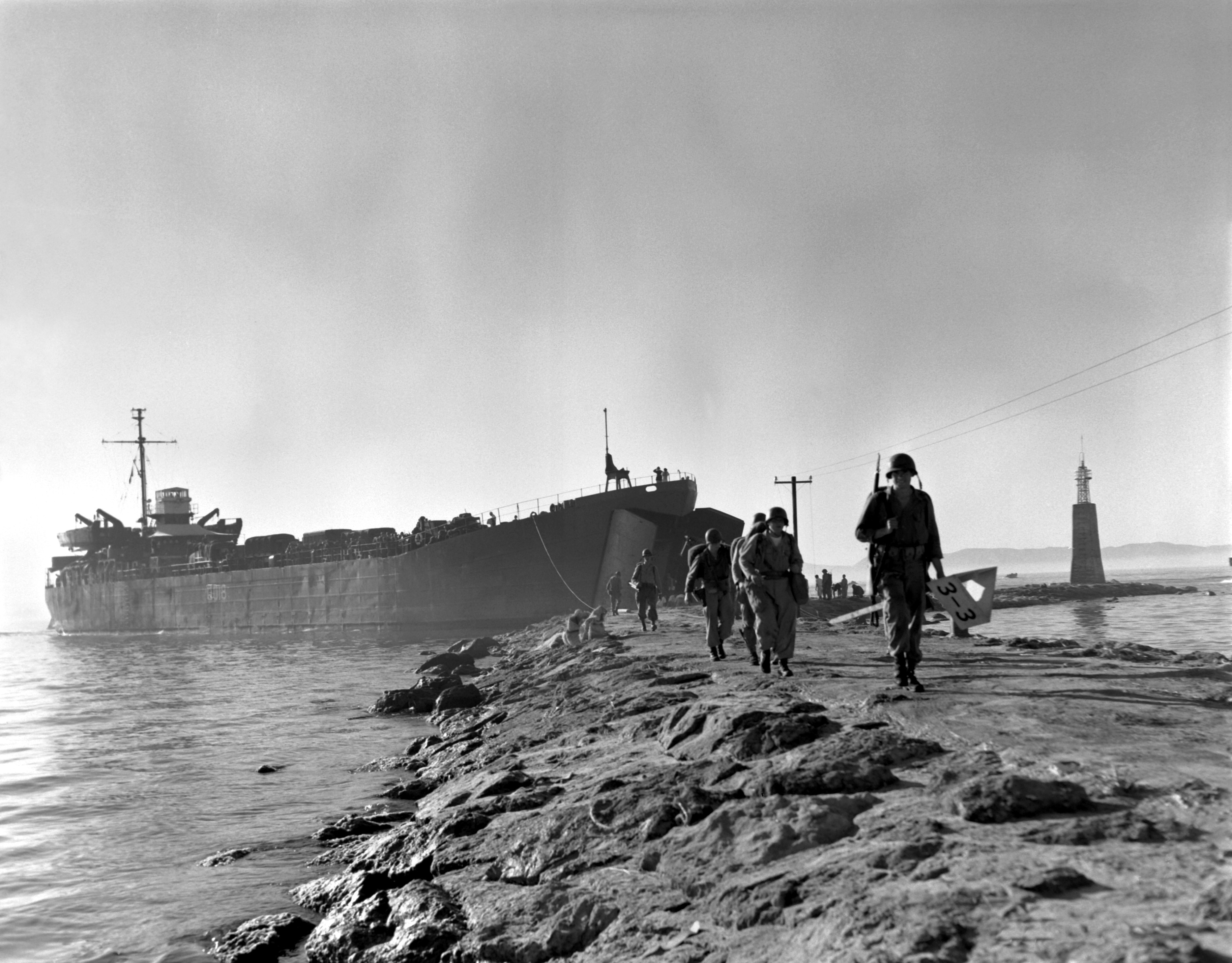
Landstigning på Koreahalvön 1950 vid Pohang.
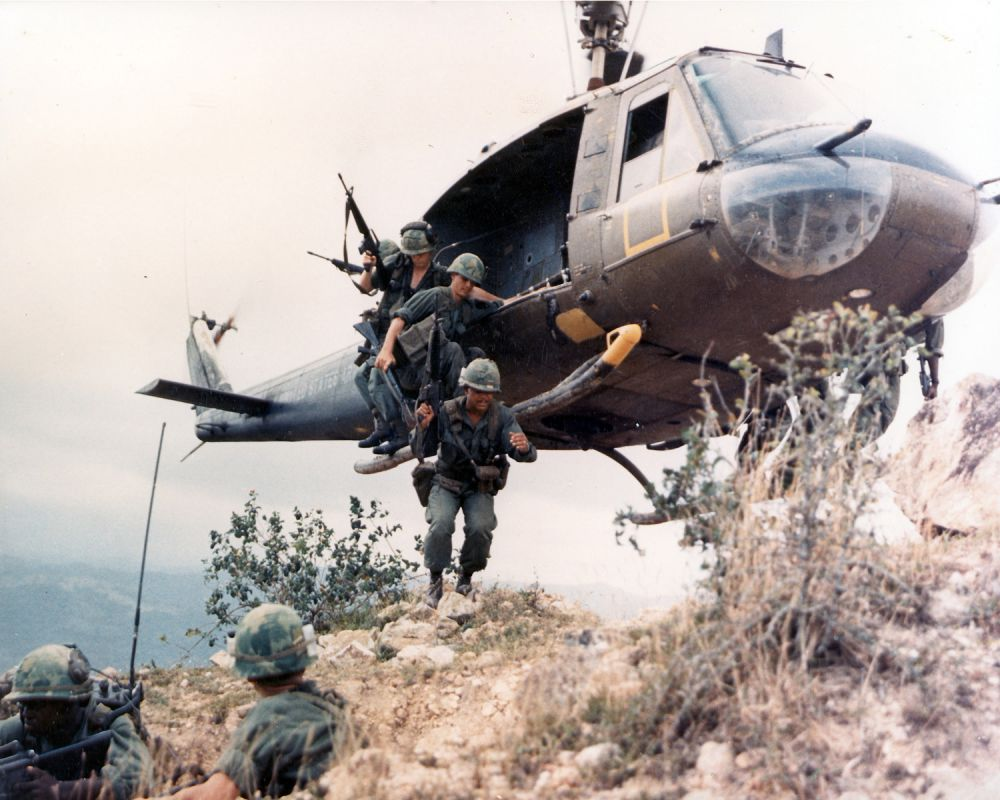
Luftlandsättning med helikopter under Vietnamkriget, 24 april 1967.
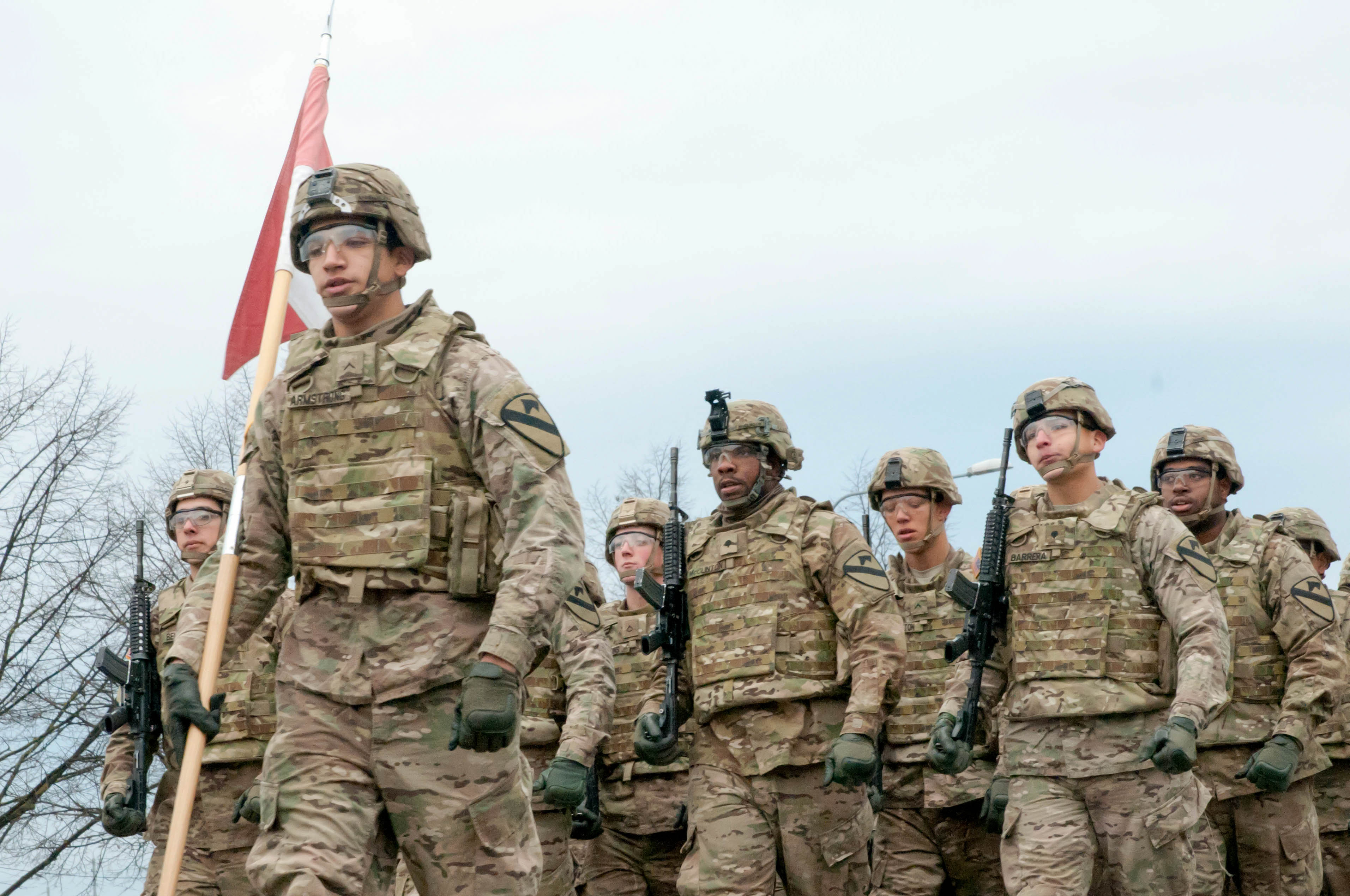
Soldater från Company A, 2nd Battalion, 8th Calvary Regiment, 1st Brigade Combat Team, 1st Cavalry Division i Lettlands huvudstad Riga under proklamationsdagsparaden, 18 november 2014.